# Ергольдсбах
Ергольдсбах (нім. Ergoldsbach) — громада в Німеччині, знаходиться в землі Баварія. Підпорядковується адміністративному округу Нижня Баварія. Входить до складу району Ландсгут. Центр об'єднання громад Ергольдсбах.
Площа — 57,06 км2. Населення становить 8232 ос. (станом на 31 грудня 2020).

## Галерея

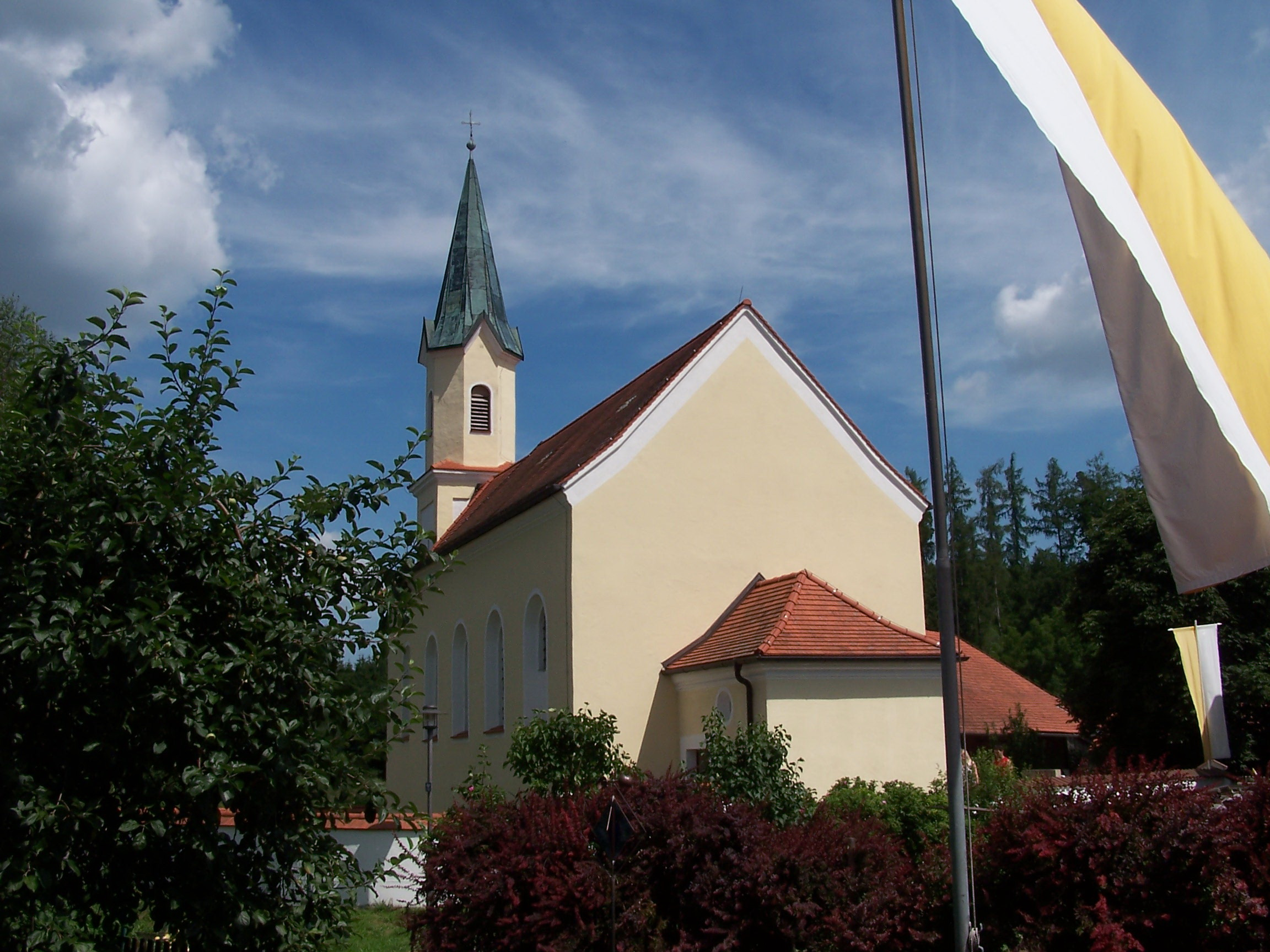
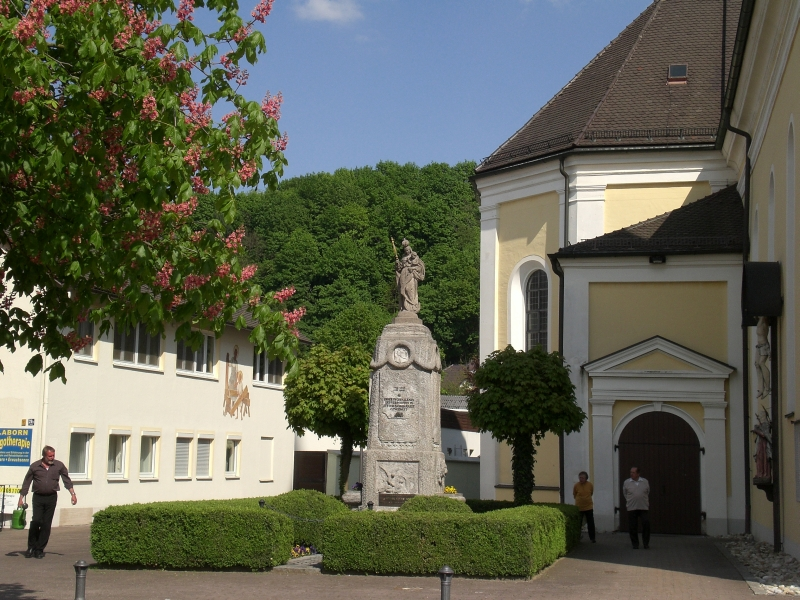
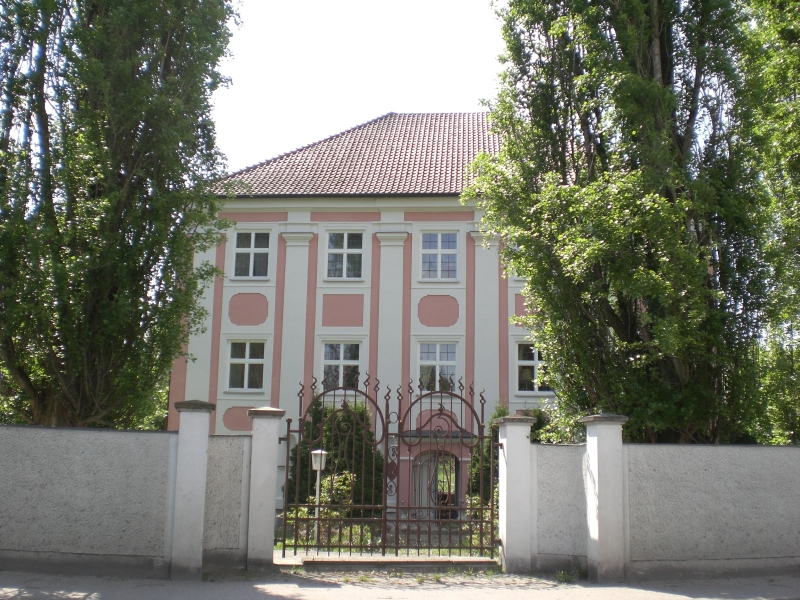